# Sherman Ferguson
Onaje Sherman Ferguson (Philadelphia, 31 oktober 1944 - La Crescenta-Montrose, 22 januari 2006) was een Amerikaanse jazzdrummer, -percussionist en marimbaspeler.

## Biografie
Ferguson begon zijn carrière midden jaren 1960 bij Charles Earland en hij was begin jaren 1970 medeoprichter van de funk/soul-jazzband Katalyst, waartoe ook Odean Pope behoorde en die vier albums inspeelde, echter niet de landelijke doorbraak lukte. Bovendien werkte hij tijdens deze periode mee bij opnamen van Pat Martino (Desperado, 1970) en Kenny Burrell. Na de ontbinding van de band verhuisde Ferguson naar Los Angeles, waar hij speelde met onder andere Dizzy Gillespie, Horace Silver en Benny Carter. Hij was medeoprichter van een trio met de bassist John Heard en de pianist Tom Ranier, dat in 1983 een album uitbracht.
Tijdens de jaren 1980 was Ferguson, die in totaal meewerkte bij 74 opnamen, ook sessiemuzikant voor Karrin Allyson, Bobby Bradford, Eddie Harris, Bud Shank/Bill Perkins (Serious Swingers, 1987), Tommy Tedesco, Mike Wofford en Holly Hofmann. Tijdens de jaren 1990 was hij lid van het Pharoah Sanders Quartet (Crescent With Love, 1992). Daarnaast onderwees hij jazztheorie aan de Jackson State University, UCLA en de University of California, Irvine. In 2002 richtte Ferguson zijn eigen label Jazz-a-nance op, waarbij zijn soloalbum Welcome to My Vision verscheen.

## Overlijden
Sherman Ferguson overleed in januari 2006 op 61-jarige leeftijd aan complicaties ten gevolge van diabetes mellitus.
- Bibliothèque nationale de France: cb139318722 (data)
- Gemeinsame Normdatei: 134700872
- International Standard Name Identifier: 0000 0000 5513 7259
- Library of Congress Control Number: n92049061
- MusicBrainz: 30d90487-6dcb-4ac7-b0bd-208bd25b2fe2
- Nationale Bibliotheek van Israël: 987007325769505171
- SNAC: w6bp43b2
- Système universitaire de documentation: 243613016
- Virtual International Authority File: 24790158
- WorldCat: E39PBJpV7QpJP4d4CCp4WR69Xd